# Коалиционное соглашение

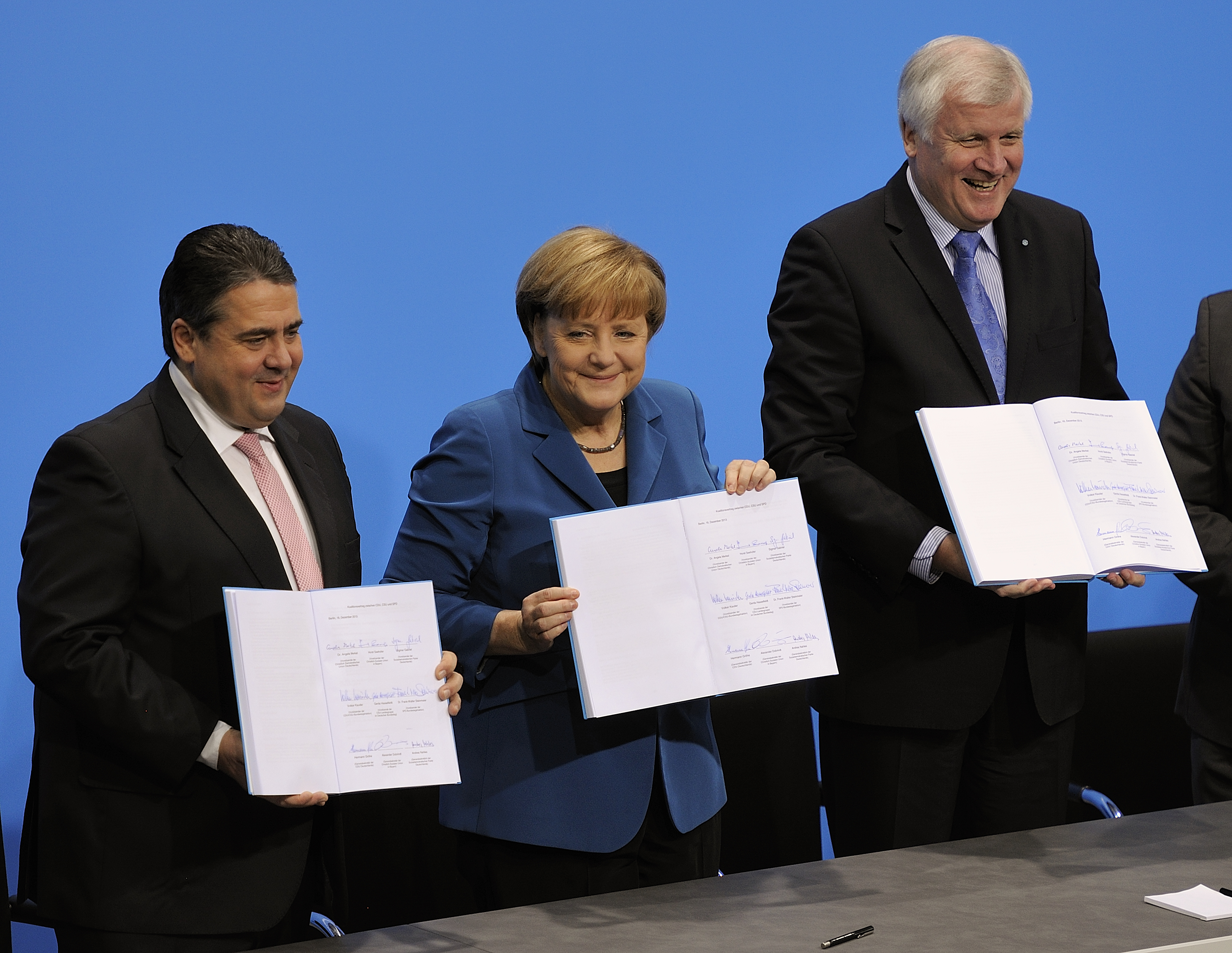
Зигмар Габриэль (СДПГ), Ангела Меркель (ХДС) и Хорст Зеехофер (ХСС) после подписания коалиционного соглашения для 18-го созыва Бундестага, 16 декабря 2013 года

Коалиционное соглашение — декларативная договорённость между двумя или более партиями в многопартийной парламентской системе, фиксирующая их общие политические позиции с целью формирования коалиционного правительства и долгосрочного сотрудничества в парламенте.
Заключению коалиционного соглашения часто предшествуют длительные переговоры. Это необходимо, поскольку партии, как правило, дают разные, порой противоречивые обещания избирателям. Условия соглашения могут быть более или менее детализированными.
Коалиционное соглашение, как правило, содержит обзор правительственной программы и проектов, которые будут реализовывать её участники в течение каденции законодательного органа. В соглашении чаще всего решаются:
- исходные позиции государственного бюджета, бюджетной дисциплины, увеличение или сокращение государственных расходов;
- чувствительные вопросы законодательства, например, вопросы медицинской этики;
- отношение правительства к участию в международных конфликтах и международных организациях;
- способы решения важнейших социальных проблем.
- позиции по защите окружающей среды.

Коалиционное соглашение зачастую не имеет конституционно-правового содержания, оно рассчитано только на временное политическое применение. Коалиционное соглашение не является обязательным к выполнению, представляя собой декларацию о намерениях, в которой партнёры по коалиции соглашаются действовать совместно в законодательной работе и поддерживать правительство. Вместе с тем, свободный депутатский мандат предусматривает, что депутата невозможно заставить каждый раз голосовать одинаково с коалицией.
Практику коалиционных соглашений в ФРГ, в частности, критиковал Ганс-Дитрих Геншер.